# Église San Giuseppe all'Aurelio
L'église San Giuseppe all'Aurelio est une église de Rome, dans le quartier de Primavalle, via Boccea.

## Histoire
Elle a été construite de 1967 à 1970 par les architectes Ildo Avetta et Giulio Sciascia ; elle est dédiée à saint Joseph Marello.
L'église a été érigée en paroisse le 19 juin 1961 par le décret du cardinal vicaire Clemente Micara Quotidianis curis, et confiée à la congrégation des Oblats de saint Joseph d'Asti, qui en sont propriétaires. En 1991, elle devient le siège du titre cardinalice San Giuseppe all'Aurelio. 

## Description
La façade en travertin est divisée en trois parties par des pilastres en béton. L'entrée est surmontée par une céramique représentant Saint Joseph avec l'Enfant et des anges.
L'église est constituée d'une nef centrale et de deux collatéraux. Dans l'abside, est conservée une tapisserie représentant Saint Joseph avec l'Enfant, réalisée en 1915, qui provient du Centre de restauration de tapisseries du Vatican. Un Chemin de croix est l'œuvre de Vasco Nasorri, qui est aussi l'auteur d'une œuvre en céramique datant de 1986 sur l'abside et représentant un manuscrit enluminé ouvert. Sur l'autel latéral, est représentée une Dernière cène par E. Hotis, qui date de 1981.